# Jaap Grobbe
Jacobus Albertus (Jaap) Grobbe (Amsterdam, 24 maart 1897 – aldaar, 5 maart 1983) was een Nederlandse voetballer.

## Biografie
Grobbe was lid van voetbalvereniging De Spartaan. Hij speelde als middenvelder. Hij speelde voor het Nederlands elftal op 7 mei 1922 zijn enige interland, tegen België (1-2).
Grobbe was metaaldraaier van beroep. In 1962 kreeg hij een zilveren medaille in de Orde van Oranje-Nassau uitgereikt, als technisch beambte bij het Staatsbedrijf Artillerie-Inrichtingen (Defensie).
Grobbe overleed in maart 1983.